# Francesco I Crispo
Francesco I Crispo (... – 1397) fu il decimo duca del Ducato di Nasso dal 1371.

## Biografia
Di lui si hanno scarsissime notizie. Secondo Stefano Magno discendeva da una famiglia di origini veronesi che si era trapiantata a Negroponte. Sposò Fiorenza, figlia del signore di Milo Marco Sanudo, che gli portò in dote la signoria della stessa isola.
Milo era un feudo compreso nel ducato dell'Arcipelago, un piccolo Stato crociato costituito all'inizio del Duecento, assegnato alla famiglia veneziana dei Sanudo e gravitante nell'orbita della Serenissima. A capo del governo stava allora la cugina della moglie, che pure si chiamava Fiorenza, e a questa successe, nel 1371, il figlio Niccolò III dalle Carceri.
All'inizio del 1383 a Nasso, capitale del Ducato, scoppiò una ribellione in cui il dalle Carceri rimase ucciso. Non avendo eredi diretti, il titolo venne assegnato al Crispo in quanto marito della cugina - non si può escludere, pertanto, un suo coinvolgimento nella rivolta. Subito si preoccupò che la Serenissima lo riconoscesse duca: mandò a Venezia, quale ambasciatore, il vescovo di Milo e prima di giugno dello stesso anno la Repubblica confermò il titolo (anche se si annetté la parte dell'Eubea che fino ad allora aveva fatto parte dell'Arcipelago).
Il 2 febbraio 1385 concluse un accordo matrimoniale con Pietro Zen, figlio del bailo di Negroponte Andrea, al quale promise la figlia Petronilla. La dote comprendeva il possesso dell'isola di Andros di cui però era titolare Maria Sanudo, sorellastra del dalle Carceri. Il Crispo, tuttavia, riuscì a recuperarla e a consegnarla allo Zen, il quale divenne così uno dei suoi più stretti collaboratori e difensore dei suoi interessi presso la Serenissima.
Quanto al suo governo, non si sa molto. Organizzò continue azioni corsare nel mar Egeo, provocando molte difficoltà alla Repubblica in politica estera; nel 1391 gli fu imposto di desistere, ma non obbedì. Alla fine, nel 1394, fu chiamato a Venezia per giustificarsi in merito e anche della destituzione di Maria Sanudo dalla signoria di Andros.
La data di morte dovette essere precedente al 5 luglio 1397, quando la Repubblica inviò a Giacomo, suo primogenito e successore, le condoglianze. Oltre a questi e a Petronilla, ebbe cinque figli e una figlia.